# Cát đằng đỏ
Cát đằng đỏ (danh pháp khoa học: Thunbergia coccinea) là một loài thực vật có hoa trong họ Ô rô. Loài này được Wall. miêu tả khoa học đầu tiên năm 1825.

## Hình ảnh

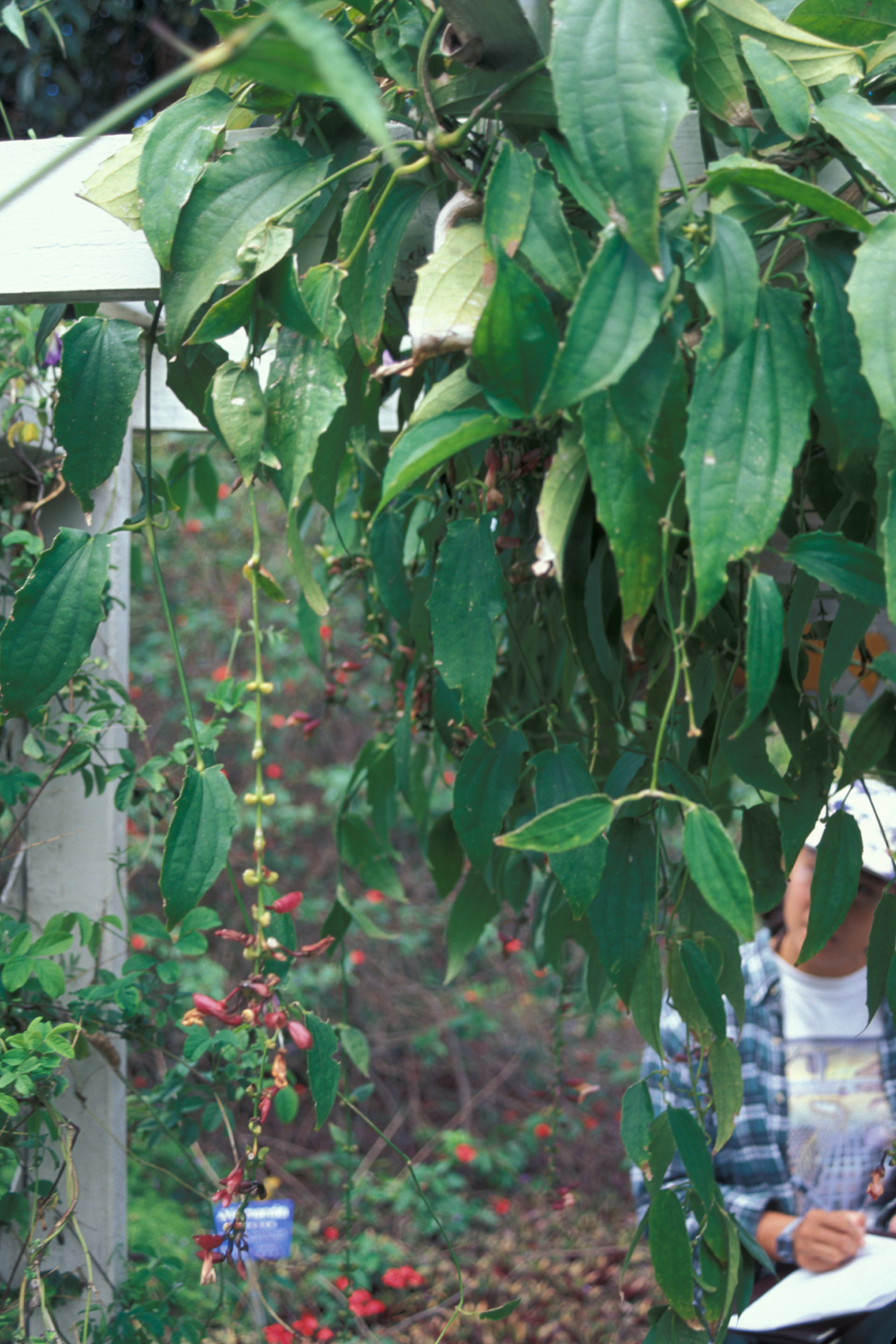
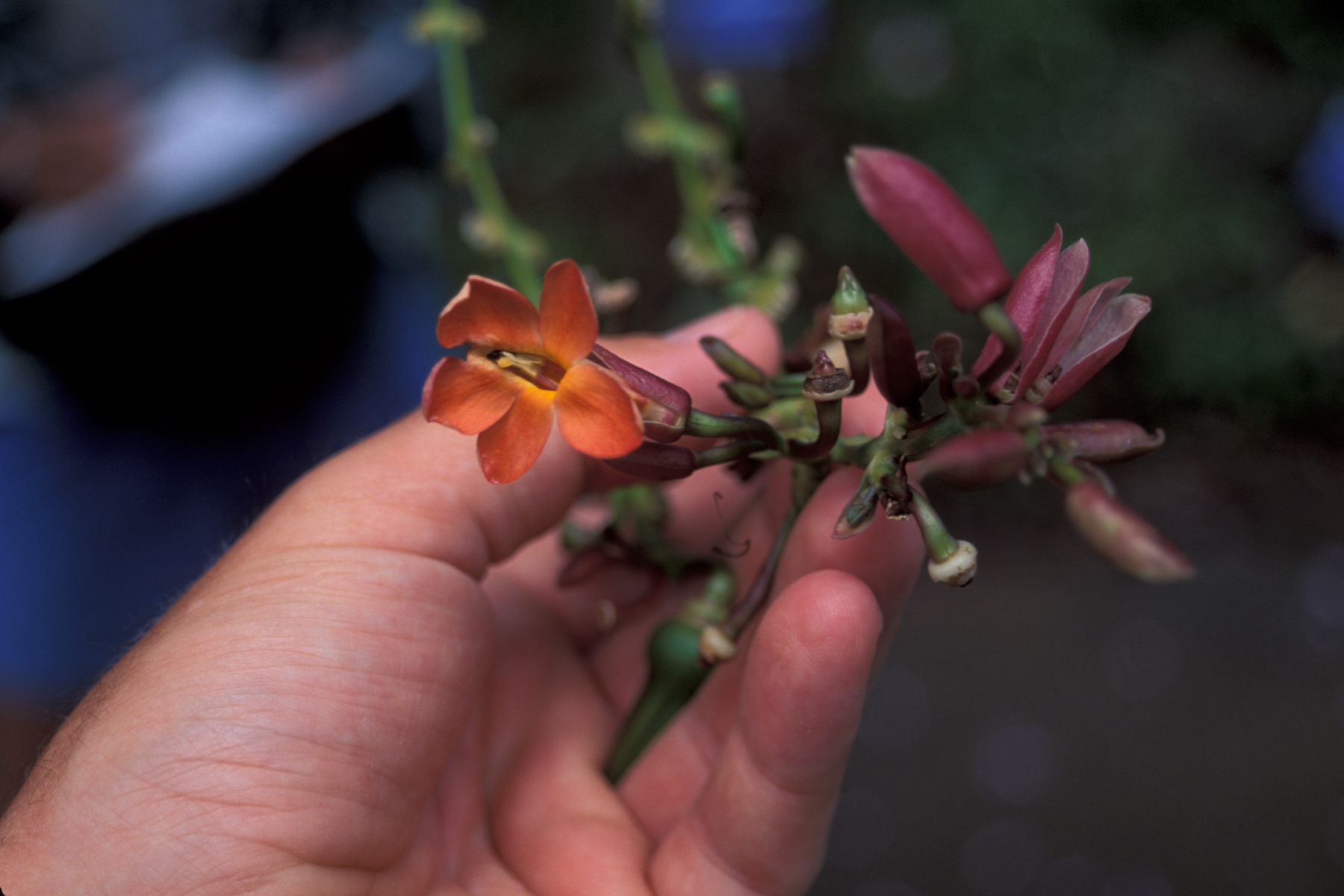
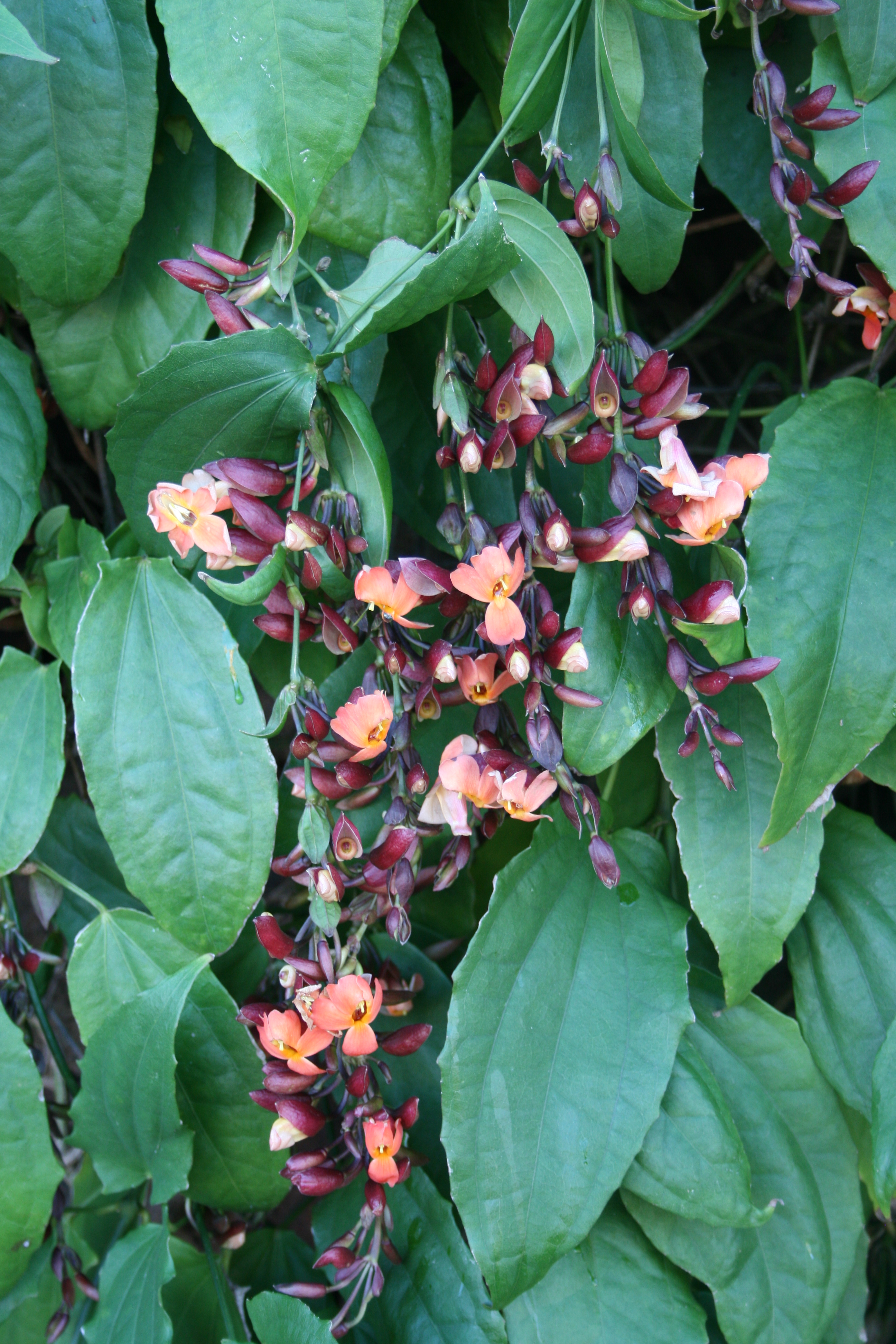
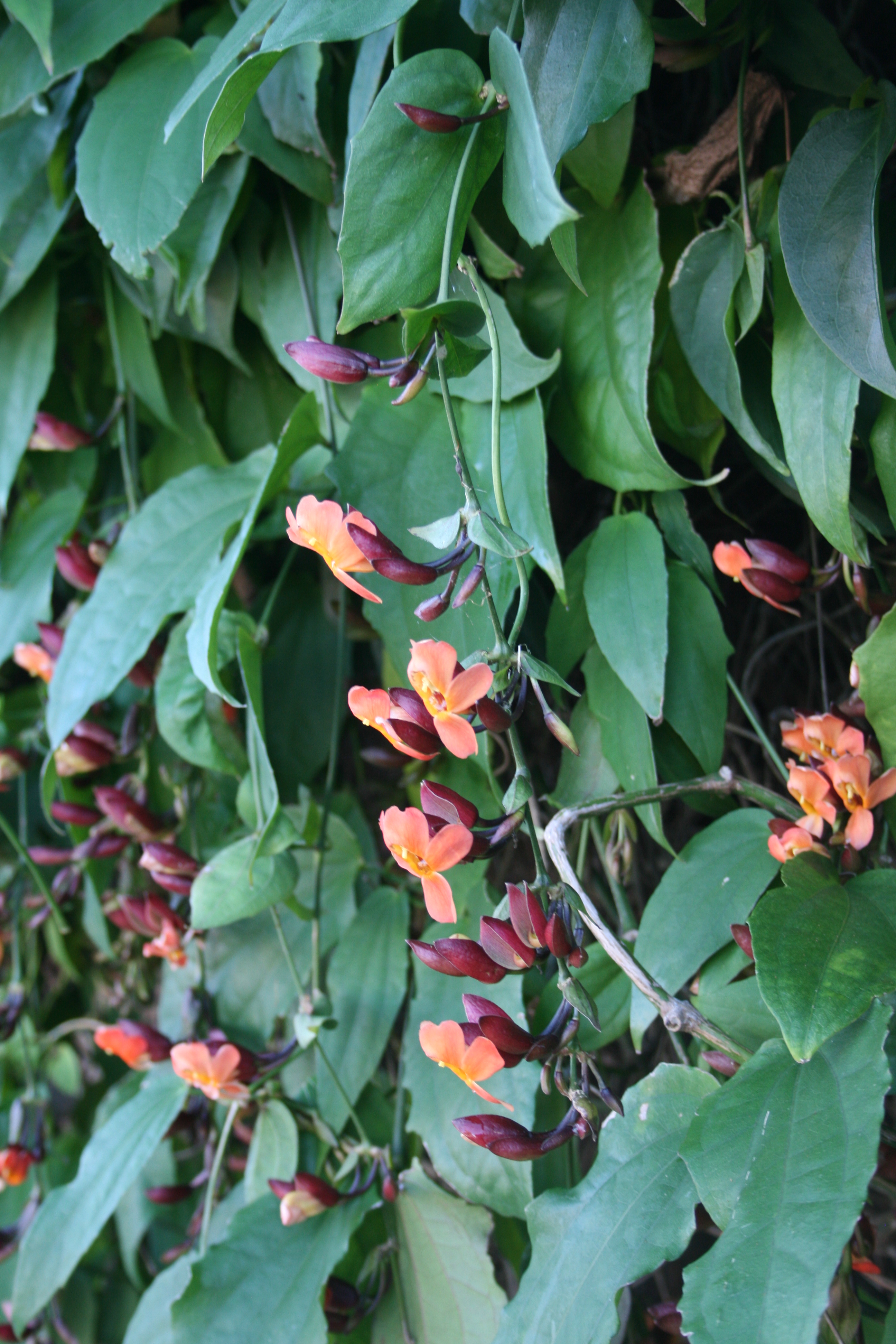